# Sindrome di Smith-Lemli-Opitz
La sindrome di Smith-Lemli-Opitz (o sindrome SLO) è una sindrome autosomica recessiva, che causa malformazioni congenite multiple e ritardo mentale.
La malattia si può manifestare con fenotipi più o meno gravi, tanto che prima veniva distinta in tipo 1 più lieve e 2 più grave. La patologia è causata dalla mutazione di un gene sul braccio q del cromosoma 11, che codifica per l'enzima 7-deidrocolesterolo reduttasi: la SLOS è dovuta a un difetto della sintesi del colesterolo secondaria alle mutazioni del gene DHCR7 (11q13.4), che causa un deficit dell'enzima 3 beta-idrossisteroido-delta 7-reduttasi, che converte il 7-deidrocolesterolo (7DHC) in colesterolo. La diagnosi si basa sul riscontro di un aumento dei valori di 7DHC nel plasma o nei tessuti.
Caratteristica degli individui affetti dalla malattia è la scarsa presenza di colesterolo e l'alta quantità di 7-deidrocolesterolo.